# Tipuri de caroserii auto

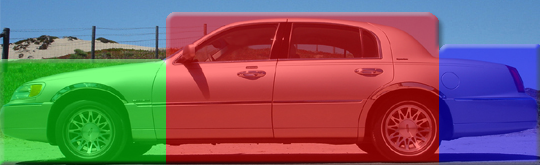
Cele trei secţiuni ale unei berline tricorp

Automobilele au diferite tipuri de caroserie, unele sunt în continuare în producție, altele au doar relevanță istorică. Clasificarea tipurilor de caroserie nu poate fi făcută incechivoc, așa încât ea diferă de la o țară la alta.

## Clasificări

### După siluetă

#### Monovolume
Un monovolum (sau monocorp) este un automobil al cărui profil este convex, motorul, habitaclul și portbagajul sunt adăpostite în același volum.
Monovolumele au în general 5 uși, dar există și monovolume cu 3 uși (precum Renault Twingo și Peugeot 1007.)

#### Bicorp

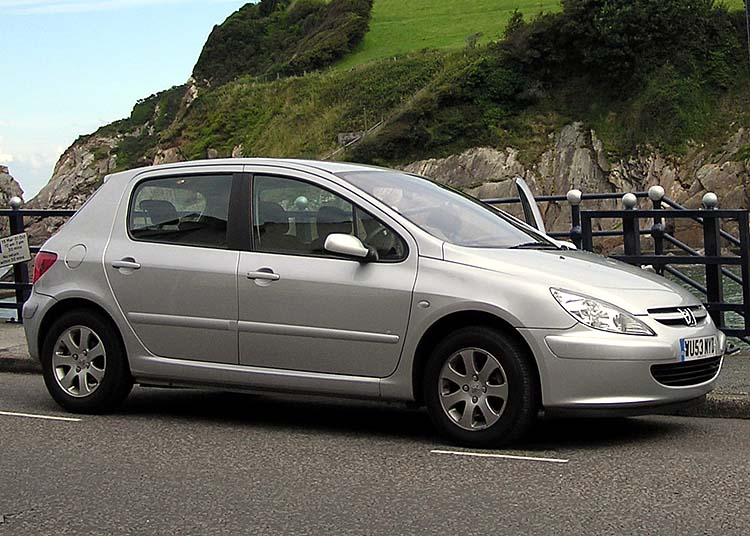
Peugeot 307 cu 5 uși

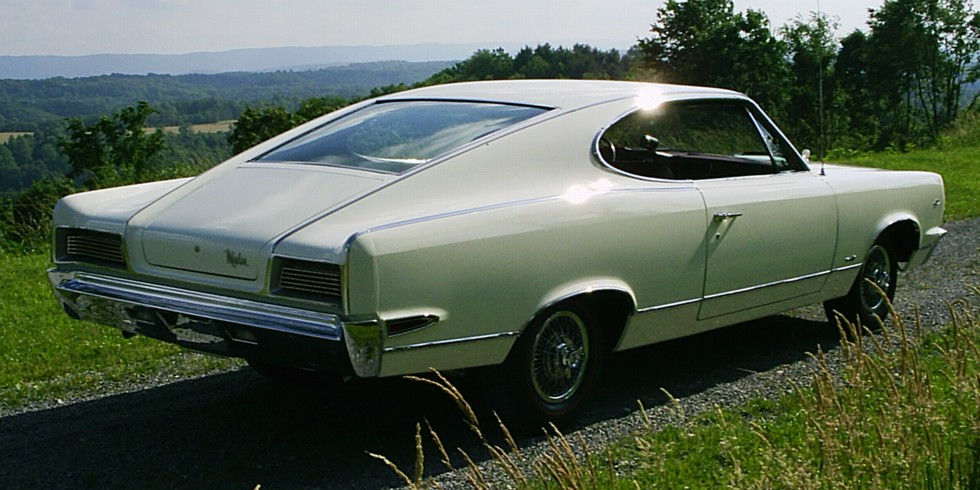
Merlin AMX - bicorp

Automobilele bicorp au o siluetă care este formată din două volume. Cele două volume sunt vizual despărțite la baza parbrizului.
Caroseriile bicorp sunt împărțite în următoarele tipuri: berlină, break, SUV, furgonetă, camionetă.

#### Tricorp
Automobilele tricorp sunt automobile ale căror siluetă se poate despărți vizual în trei volume. Cele trei volume sunt delimitate la baza parbrizului și la baza lunetei.

### După numărul și tipul ușilor
Automobilele cu două, trei, patru sau cinci uși pot avea:
- uși cu deschidere orizontală în față
- uși cu deschidere orizontală în spate „suicide”
- ușă hayon
- uși fluture (de ex. Mercedes 300SL)
- uși foarfece sau elitră (de ex. Lamborghini Countach)
- uși culisante (de ex. Peugeot 1007 și Toyota Previa).

Particularități:
- fără uși (buggy, Jeep-uri, barchete sau roadstere fără uși)
- cu o singură ușă (de ex. Isetta).

### Tipuri de caroserie (definițiaISOdin 1972)

#### Berlină

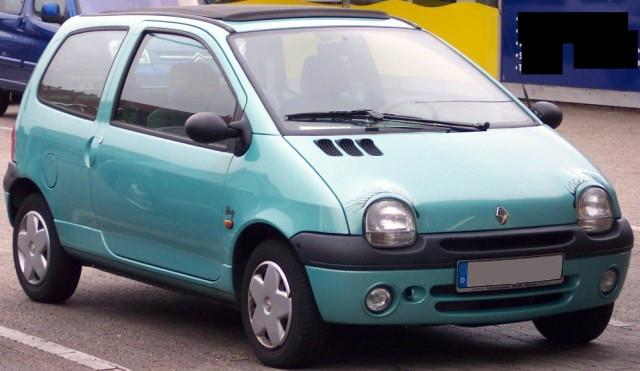
Renault Twingo Monovolum mic

Berlina este un tip de automobil cu pavilionul închis, cu cel puțin 4 locuri și 4 ferestre laterale..

#### Break

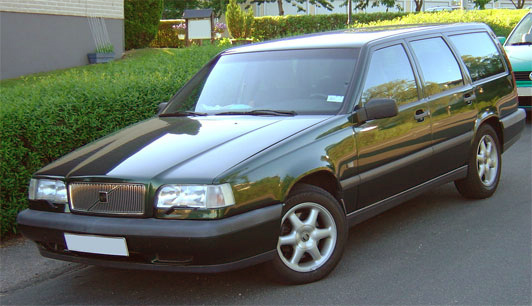
Volvo 850 - break

Break-ul este un tip de automobil asemănător cu berlina, a cărui habitaclu se prelungește până în spatele mașinii.

#### Coupé
Coupé fără montanți.

#### Cabriolet
Cabrioletul este un automobil al cărui habitaclu poate fi descoperit datorită unei capote care poate fi retrasă.

#### Limuzină
Limuzina este un tip de caroserie închisă cu 6 sau mai multe geamuri laterale, ce dispune de un portbagaj posterior ce nu comunică direct cu habitaclul.

#### Roadster
Este o mașină cu două locuri cu aspect și caracter sportiv.

#### Spider
Este o mașină de curse.

#### Pick-up
Este un automobil format dintr-o cabină cu unu sau două rânduri de scaune și dintr-o platformă de încărcare în partea din spate.